# Euronext 100
L'Euronext 100 è l'indice azionario dei 100 titoli con maggiore capitalizzazione e più attivamente negoziati su Euronext: Euronext Amsterdam, Euronext Brussels, Euronext Paris, Euronext Lisbon, Euronext Milan, Euronext Dublin, Oslo Børs. La sua composizione viene rivista trimestralmente.

## Composizione
| Francia : 66 | Paesi Bassi : 19 | Belgio : 10 | Portogallo : 3 | Lussemburgo : 2 | Italia : 17 | Irlanda : 6 | Norvegia : 7 |

| Azienda                   | Nazionalità | Mercato                        |
| ------------------------- | ----------- | ------------------------------ |
| AB InBev                  | Belgio      | Bruxelles                      |
| ADP                       | Francia     | Paris                          |
| Adyen                     | Paesi Bassi | Amsterdam                      |
| Aegon                     | Paesi Bassi | Amsterdam                      |
| Ageas                     | Belgio      | Bruxelles - Amsterdam          |
| Ahold Delhaize            | Paesi Bassi | Amsterdam                      |
| Air Liquide               | Francia     | Parigi                         |
| Airbus Group              | Paesi Bassi | Parigi                         |
| AkzoNobel                 | Paesi Bassi | Amsterdam                      |
| Alstom                    | Francia     | Parigi                         |
| Altice                    | Paesi Bassi | Amsterdam                      |
| Amundi                    | Francia     | Parigi                         |
| ArcelorMittal             | Lussemburgo | Amsterdam - Bruxelles - Parigi |
| Arkema                    | Francia     | Parigi                         |
| ASML                      | Paesi Bassi | Amsterdam                      |
| Atos                      | Francia     | Parigi                         |
| AXA                       | Francia     | Parigi                         |
| BioMérieux                | Francia     | Parigi                         |
| BNP Paribas               | Francia     | Parigi                         |
| Bouygues                  | Francia     | Parigi                         |
| Bureau Veritas            | Francia     | Parigi                         |
| Capgemini                 | Francia     | Parigi                         |
| Carrefour                 | Francia     | Parigi                         |
| Casino Guichard           | Francia     | Parigi                         |
| Colruyt                   | Belgio      | Bruxelles                      |
| Covivio                   | Francia     | Parigi                         |
| Crédit Agricole           | Francia     | Parigi                         |
| Danone                    | Francia     | Parigi                         |
| Dassault Systèmes         | Francia     | Parigi                         |
| DSM KON                   | Paesi Bassi | Amsterdam                      |
| Edenred                   | Francia     | Parigi                         |
| EDF                       | Francia     | Parigi                         |
| EDP                       | Portogallo  | Lisbona                        |
| Eiffage                   | Francia     | Parigi                         |
| Engie                     | Francia     | Parigi - Bruxelles             |
| EssilorLuxottica          | Francia     | Parigi                         |
| Eurofins Scientific       | Francia     | Parigi                         |
| Faurecia                  | Francia     | Parigi                         |
| Galp Energia              | Portogallo  | Lisbona                        |
| GBL                       | Belgio      | Bruxelles                      |
| Gecina                    | Francia     | Parigi                         |
| Getlink SE                | Francia     | Parigi - Londra                |
| Heineken                  | Paesi Bassi | Amsterdam                      |
| Icade                     | Francia     | Parigi                         |
| Iliad                     | Francia     | Parigi                         |
| Imerys                    | Francia     | Parigi                         |
| ING Groep                 | Paesi Bassi | Amsterdam - Bruxelles          |
| Ipsen                     | Francia     | Parigi                         |
| J.Martins                 | Portogallo  | Lisbona                        |
| JCDecaux                  | Francia     | Parigi                         |
| KBC                       | Belgio      | Bruxelles                      |
| Kering                    | Francia     | Parigi                         |
| Klépierre                 | Francia     | Parigi                         |
| KPN KON                   | Paesi Bassi | Amsterdam                      |
| L'Oréal                   | Francia     | Parigi                         |
| Legrand                   | Francia     | Parigi                         |
| LVMH                      | Francia     | Parigi                         |
| Michelin                  | Francia     | Parigi                         |
| Natixis                   | Francia     | Parigi                         |
| NN Group                  | Paesi Bassi | Amsterdam                      |
| Orange SA                 | Francia     | Parigi                         |
| Orpea                     | Francia     | Parigi                         |
| Pernod Ricard             | Francia     | Parigi                         |
| Peugeot                   | Francia     | Parigi                         |
| Philips                   | Paesi Bassi | Amsterdam                      |
| Plastic Omnium            | Francia     | Parigi                         |
| Proximus                  | Belgio      | Bruxelles                      |
| Publicis Groupe           | Francia     | Parigi                         |
| Randstad                  | Paesi Bassi | Amsterdam                      |
| RELX                      | Paesi Bassi | Amsterdam                      |
| Renault                   | Francia     | Parigi                         |
| Ryanair                   | Irlanda     | Dublin                         |
| S.E.B.                    | Francia     | Parigi                         |
| SAFRAN                    | Francia     | Parigi                         |
| Saint-Gobain              | Francia     | Parigi - Amsterdam - Bruxelles |
| Sanofi                    | Francia     | Parigi                         |
| Schneider Electric        | Francia     | Parigi                         |
| Shell                     | Paesi Bassi | Amsterdam - United Kingdom     |
| SES                       | Lussemburgo | Parigi                         |
| Société Générale          | Francia     | Parigi                         |
| Sodexo                    | Francia     | Parigi                         |
| Solvay                    | Belgio      | Bruxelles                      |
| STMicroelectronics        | Paesi Bassi | Parigi                         |
| Suez                      | Francia     | Parigi - Bruxelles             |
| TechnipFMC                | Francia     | Parigi                         |
| Telenet Group             | Belgio      | Bruxelles                      |
| Teleperformance           | Francia     | Parigi                         |
| Thales                    | Francia     | Parigi                         |
| Total                     | Francia     | Parigi - Bruxelles             |
| Ubisoft Entertainment     | Francia     | Parigi                         |
| UCB Pharma                | Belgio      | Bruxelles                      |
| Umicore                   | Belgio      | Bruxelles                      |
| Unibail Rodamco Westfield | Francia     | Amsterdam - Parigi             |
| Unilever                  | Paesi Bassi | Amsterdam                      |
| Unicredit                 | Italia      | Milan                          |
| Veolia Environnement      | Francia     | Parigi                         |
| VINCI                     | Francia     | Parigi                         |
| Vivendi                   | Francia     | Parigi                         |
| Wolters Kluwer            | Paesi Bassi | Amsterdam                      |
| Yara International        | Norvegia    | Oslo                           |